# عنيقة
العُنيقة أو عُنَيق أو زُنَيد أو رُجَيلَة (بالإنجليزية: Pedicel)‏ هي ساق صغيرة تربط زهرة واحدة بالسويقة، وهي الجزء الذي يحمل النورات الزهرية.

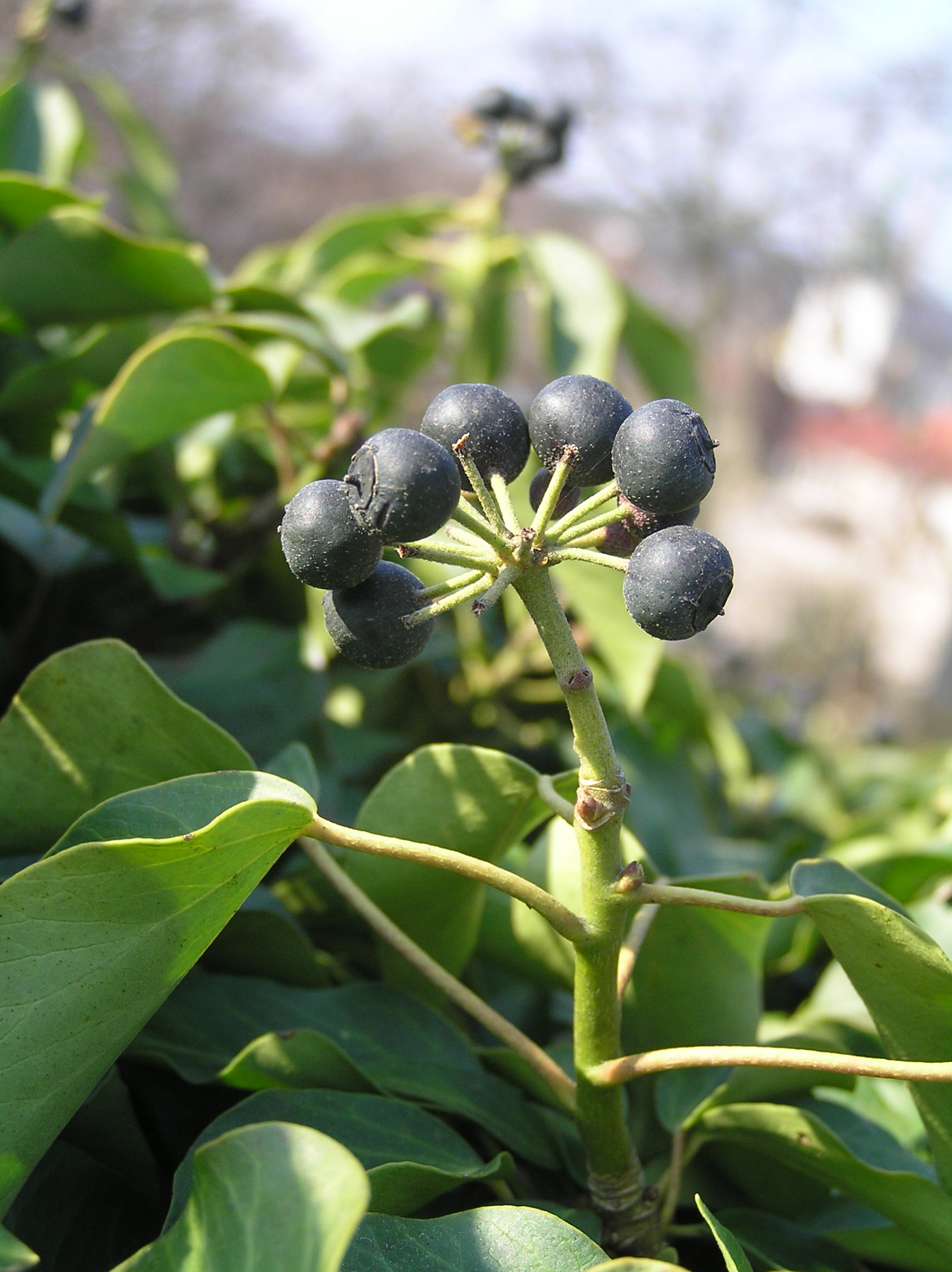
عنيقة تحمل سويقات متصلة بالثمار في نبات العشقة المتسلقة

## معرض صور

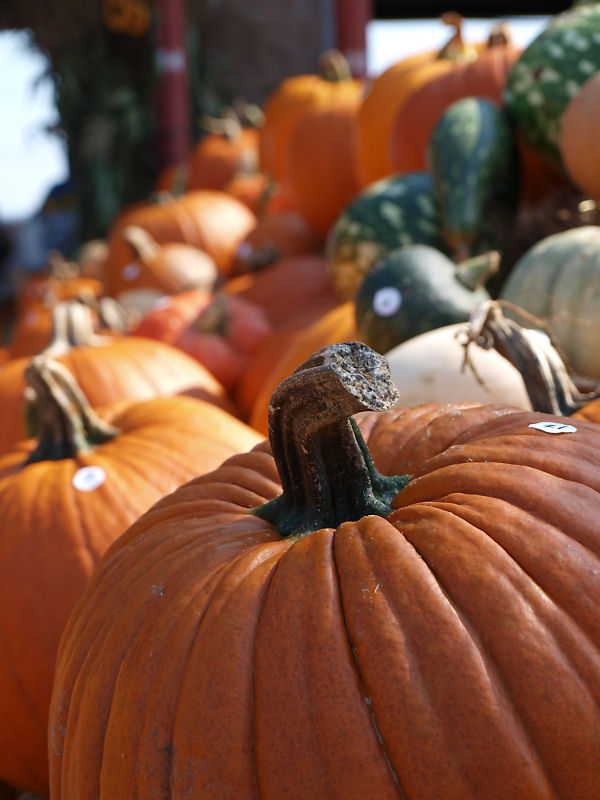
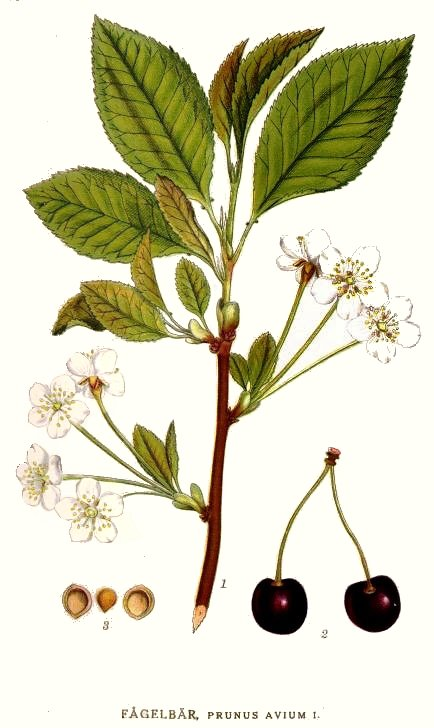
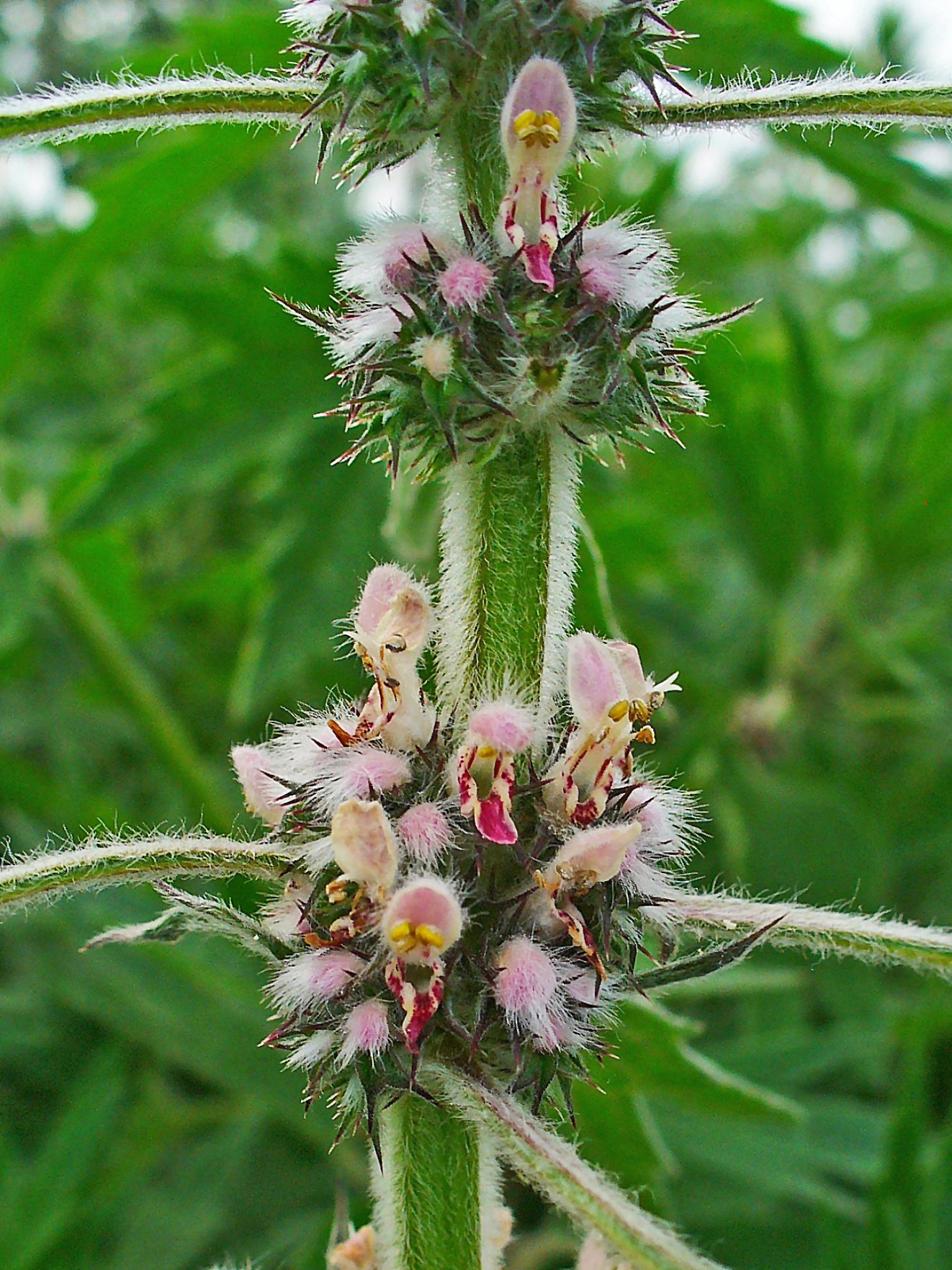
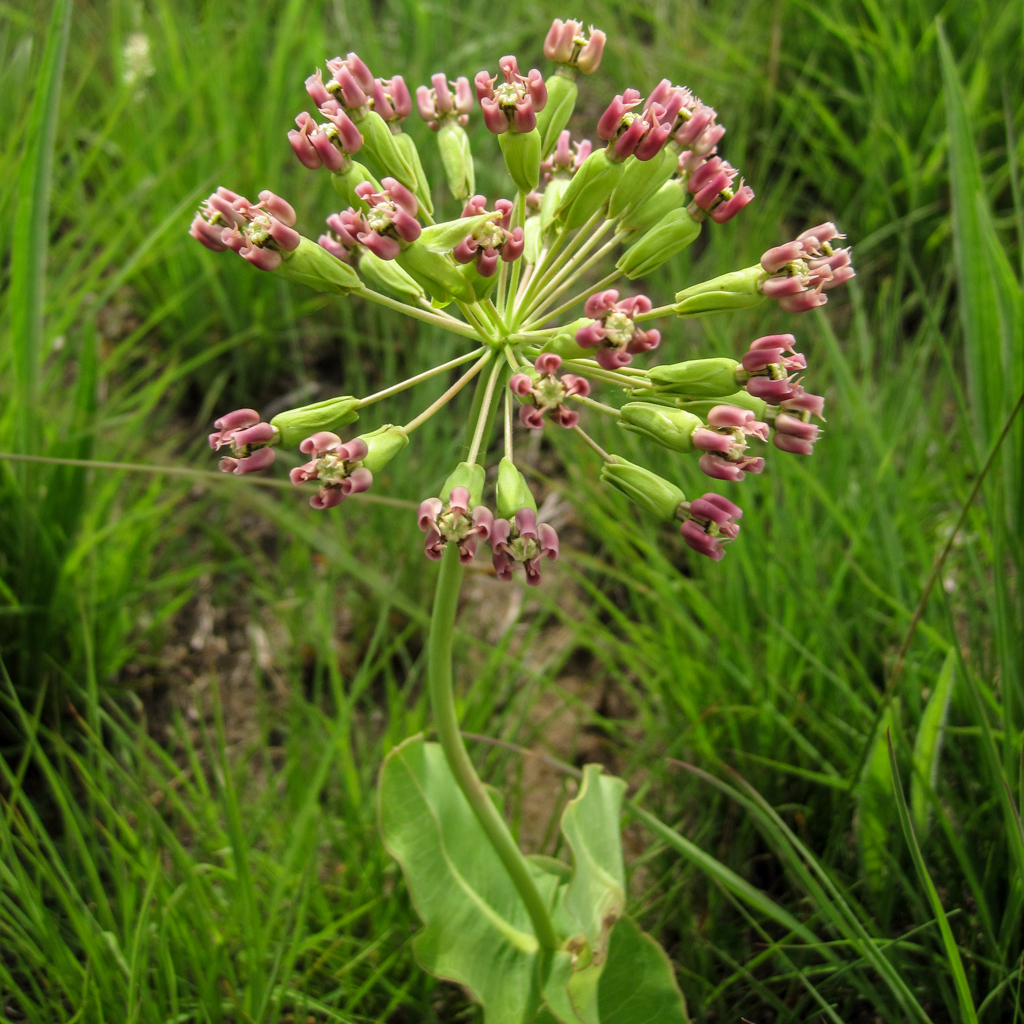